# Degeto
Degeto är ett tyskt medieföretag  som grundades 1928 som Deutsche Gesellschaft für Ton und Film och fick 1954 namnet Degeto Film GmbH. 
Idag är företaget ARD:s organisation för filminköp och försäljning. Det rör sig om filmer och TV-serier och man är även med och finansierar egna produktioner och samproduktioner samt dubbar utländska filmer och serier. Företaget har 65 anställda med kontor i Frankfurt am Main och ägs av ARD med dess regionala bolag.